# Arrondissement Issoire
Das Arrondissement Issoire ist ein Verwaltungsbezirk im Département Puy-de-Dôme in der französischen Region Auvergne-Rhône-Alpes. Hauptort (Unterpräfektur) ist Issoire.

## Geschichte
Am 4. März 1790 wurde mit der Gründung des Départements Puy-de-Dôme auch ein District d’Issoire gegründet, der allerdings kleiner war als das heutige Arrondissement. Aus dem Distrikt wurde, erweitert um den District de Besse, mit der Gründung der Arrondissements am 17. Februar 1800 das Arrondissement Issoire.

## Geografie
Das Arrondissement grenzt im Norden an das Arrondissement Clermont-Ferrand, im Osten an das Arrondissement Ambert, im Südosten an das Arrondissement Brioude im Département Haute-Loire, im Südwesten an die Arrondissements Saint-Flour und Mauriac im Département Cantal und im Westen an das Arrondissement Ussel im Département Corrèze (Limousin).
Im Arrondissement gibt es fünf Wahlkreise (Kantone):
- Kanton Brassac-les-Mines
- Kanton Issoire
- Kanton Orcines (mit 16 von 23 Gemeinden)
- Kanton Le Sancy
- Kanton Vic-le-Comte (mit 7 von 19 Gemeinden)

## Gemeinden
Die Gemeinden des Arrondissements Issoire sind:
| 1. Antoingt (63005)                         | 2. Anzat-le-Luguet (63006)           | 3. Apchat (63007)                     | 4. Ardes (63009)                         |
| 5. Augnat (63017)                           | 6. Aulhat-Flat (63160)               | 7. Aurières (63020)                   | 8. Auzat-la-Combelle (63022)             |
| 9. Avèze (63024)                            | 10. Bagnols (63028)                  | 11. Bansat (63029)                    | 12. Beaulieu (63031)                     |
| 13. Bergonne (63036)                        | 14. Besse-et-Saint-Anastaise (63038) | 15. Boudes (63046)                    | 16. La Bourboule (63047)                 |
| 17. Brassac-les-Mines (63050)               | 18. Brenat (63051)                   | 19. Le Breuil-sur-Couze (63052)       | 20. Le Broc (63054)                      |
| 21. Ceyssat (63071)                         | 22. Chadeleuf (63073)                | 23. Chalus (63074)                    | 24. Chambon-sur-Lac (63077)              |
| 25. Champagnat-le-Jeune (63079)             | 26. Champeix (63080)                 | 27. La Chapelle-Marcousse (63087)     | 28. La Chapelle-sur-Usson (63088)        |
| 29. Charbonnier-les-Mines (63091)           | 30. Chassagne (63097)                | 31. Chastreix (63098)                 | 32. Clémensat (63111)                    |
| 33. Collanges (63114)                       | 34. Compains (63117)                 | 35. Coudes (63121)                    | 36. Courgoul (63122)                     |
| 37. Cros (63129)                            | 38. Dauzat-sur-Vodable (63134)       | 39. Les Deux-Rives (63109)            | 40. Égliseneuve-d’Entraigues (63144)     |
| 41. Égliseneuve-des-Liards (63145)          | 42. Espinchal (63153)                | 43. Esteil (63156)                    | 44. Gelles (63163)                       |
| 45. Gignat (63166)                          | 46. La Godivelle (63169)             | 47. Grandeyrolles (63172)             | 48. Heume-l’Église (63176)               |
| 49. Issoire (63178)                         | 50. Jumeaux (63182)                  | 51. Labessette (63183)                | 52. Lamontgie (63185)                    |
| 53. Laqueuille (63189)                      | 54. Larodde (63190)                  | 55. Ludesse (63199)                   | 56. Madriat (63202)                      |
| 57. Mareugheol (63209)                      | 58. Mazaye (63219)                   | 59. Mazoires (63220)                  | 60. Meilhaud (63222)                     |
| 61. Montaigut-le-Blanc (63234)              | 62. Mont-Dore (63236)                | 63. Montpeyroux (63241)               | 64. Moriat (63242)                       |
| 65. Murat-le-Quaire (63246)                 | 66. Murol (63247)                    | 67. Nébouzat (63248)                  | 68. Neschers (63250)                     |
| 69. Nonette-Orsonnette (63255)              | 70. Olby (63257)                     | 71. Orbeil (63261)                    | 72. Orcival (63264)                      |
| 73. Pardines (63268)                        | 74. Parent (63269)                   | 75. Parentignat (63270)               | 76. Perpezat (63274)                     |
| 77. Perrier (63275)                         | 78. Peslières (63277)                | 79. Picherande (63279)                | 80. Plauzat (63282)                      |
| 81. Les Pradeaux (63287)                    | 82. Rentières (63299)                | 83. Roche-Charles-la-Mayrand (63303)  | 84. Rochefort-Montagne (63305)           |
| 85. Saint-Alyre-ès-Montagne (63313)         | 86. Saint-Babel (63321)              | 87. Saint-Bonnet-près-Orcival (63326) | 88. Saint-Diéry (63335)                  |
| 89. Saint-Donat (63336)                     | 90. Saint-Étienne-sur-Usson (63340)  | 91. Saint-Floret (63342)              | 92. Saint-Genès-Champespe (63346)        |
| 93. Saint-Genès-la-Tourette (63348)         | 94. Saint-Germain-Lembron (63352)    | 95. Saint-Gervazy (63356)             | 96. Saint-Hérent (63357)                 |
| 97. Saint-Jean-en-Val (63366)               | 98. Saint-Jean-Saint-Gervais (63367) | 99. Saint-Julien-Puy-Lavèze (63370)   | 100. Saint-Martin-des-Plains (63375)     |
| 101. Saint-Martin-d’Ollières (63376)        | 102. Saint-Nectaire (63380)          | 103. Saint-Pierre-Colamine (63383)    | 104. Saint-Pierre-Roche (63386)          |
| 105. Saint-Quentin-sur-Sauxillanges (63389) | 106. Saint-Rémy-de-Chargnat (63392)  | 107. Saint-Sauves-d’Auvergne (63397)  | 108. Saint-Victor-la-Rivière (63401)     |
| 109. Saint-Vincent (63403)                  | 110. Saint-Yvoine (63404)            | 111. Saulzet-le-Froid (63407)         | 112. Saurier (63409)                     |
| 113. Sauvagnat-Sainte-Marthe (63411)        | 114. Sauxillanges (63415)            | 115. Singles (63421)                  | 116. Solignat (63422)                    |
| 117. Sugères (63423)                        | 118. Tauves (63426)                  | 119. Ternant-les-Eaux (63429)         | 120. La Tour-d’Auvergne (63192)          |
| 121. Tourzel-Ronzières (63435)              | 122. Trémouille-Saint-Loup (63437)   | 123. Usson (63439)                    | 124. Valbeleix (63440)                   |
| 125. Valz-sous-Châteauneuf (63442)          | 126. Varennes-sur-Usson (63444)      | 127. Le Vernet-Chaméane (63448)       | 128. Le Vernet-Sainte-Marguerite (63449) |
| 129. Vernines (63451)                       | 130. Verrières (63452)               | 131. Vichel (63456)                   | 132. Villeneuve (63458)                  |
| 133. Vodable (63466)                        |                                      |                                       |                                          |

## Neuordnung der Arrondissements 2017

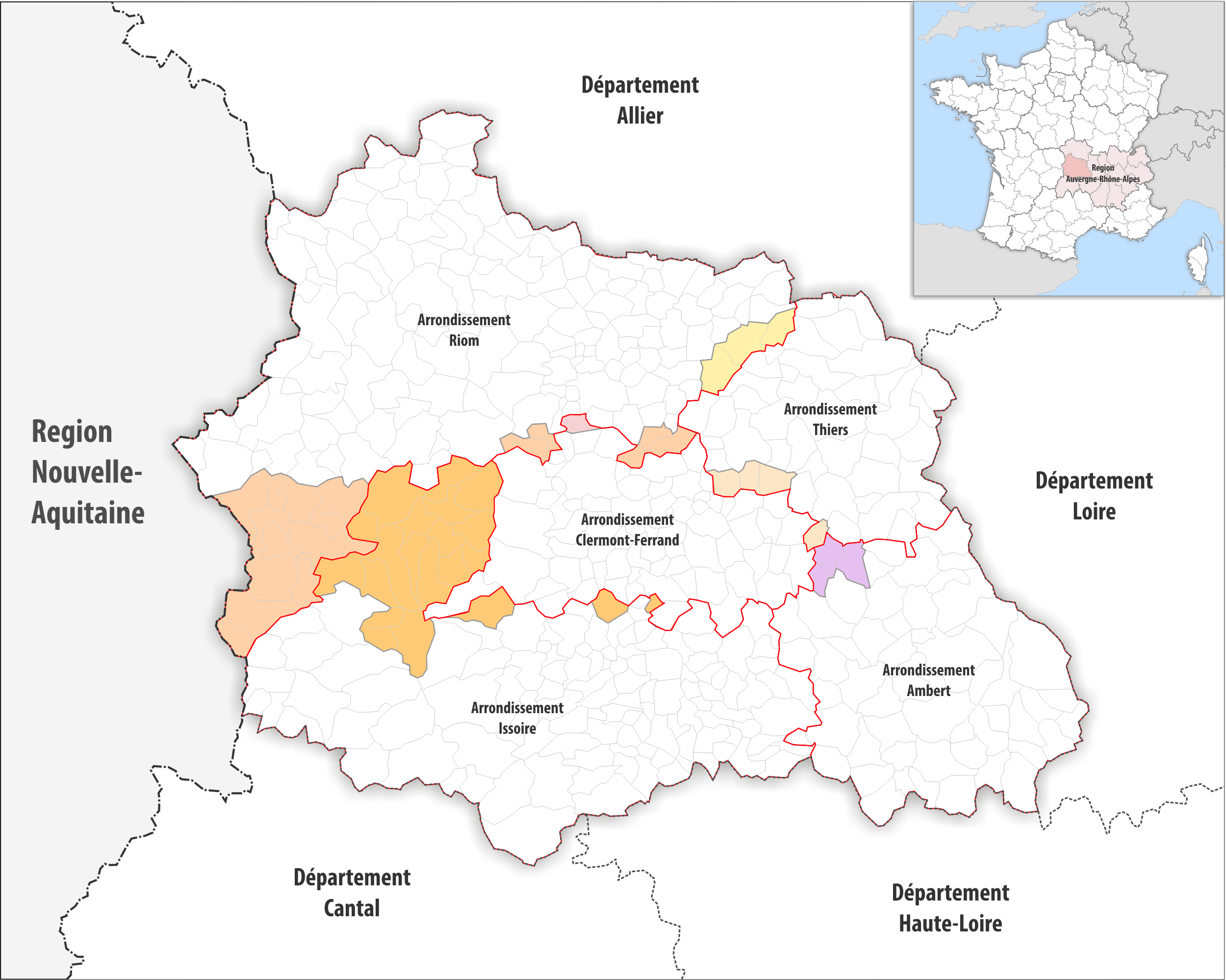
Arrondissementsanpassungen im Jahr 2017

Durch die Neuordnung der Arrondissements im Jahr 2017 wurden die 21 Gemeinden Aurières, La Bourboule, Ceyssat, Gelles, Heume-l’Église, Laqueuille, Mazaye, Mont-Dore, Murat-le-Quaire, Nébouzat, Olby, Orcival, Parent, Perpezat, Plauzat, Rochefort-Montagne, Saint-Bonnet-près-Orcival, Saint-Julien-Puy-Lavèze, Saint-Pierre-Roche, Le Vernet-Sainte-Marguerite und Vernines aus dem Arrondissement Clermont-Ferrand dem Arrondissement Issoire zugewiesen.

## Weitere Neuordnungen
- Zum 1. Januar 2021 wurde die Gemeinde Saulzet-le-Froid aus dem Arrondissement Clermont-Ferrand in das Arrondissement Issoire übergeführt.[1]

## Ehemalige Gemeinden seit der landesweiten Neuordnung der Kantone
- Bis 2025: Chidrac, Saint-Cirgues-sur-Couze

- Bis 2018: Saint-Diéry, Creste, Vernet-la-Varenne, Chaméane

- Bis 2015: Aulhat-Saint-Privat, Flat, Nonette, Orsonnette